# Tomasz Neuman
Tomasz Neuman, znany też jako Tomas Neumann (ur. 19 lutego 1951 w Polsce) – polski aktor na stałe mieszkający w Szwecji.

## Życiorys
W 1974 ukończył studia na PWST w Warszawie. W latach 1974–1975 występował w warszawskim Teatrze Rozmaitości. Na ekranie zadebiutował w dramacie kryminalnym „Zapis zbrodni”.
W 1975 wyemigrował do Szwecji, gdzie uczy aktorstwa. Od roku 1996 prowadzi w Sztokholmie własną szkołę teatralną Stockholms Elementära Teaterskola (s.e.t). Pracował również jako aktor w Studiu Teatralnym Jurija Ledermana.
Pamiętną rolę sutenera Witka stworzył w dramacie „Lilja 4-ever”.

## Filmografia
- S.O.S. (serial telewizyjny) (1974) – Jan Paźnik
- Zapis zbrodni (1974) – Władek
- Dyrektorzy (1975)
- Kazimierz Wielki (1975) – Kazimierz IV(Kaźko Słupski)
- Lilja 4-ever (2002) – Witek (jako Tomas Neumann)
- Orka! Orka! (2004) – Ojciec Kasi (jako Tomas Neumann)